# Kungu-Mbambi
 (décembre 2023).
Si vous disposez d'ouvrages ou d'articles de référence ou si vous connaissez des sites web de qualité traitant du thème abordé ici, merci de compléter l'article en donnant les références utiles à sa vérifiabilité et en les liant à la section « Notes et références ».
Mbambi est une localité congolaise située à 10 km de la frontière de MBaka Khose, à l'est de la province angolaise de Cabinda et au nord-ouest du secteur de Kakongo, territoire de Lukula dans la province du Bas-Congo.